# Бююкунджу, Дерья
Дерья Бююкунджу (род. 2 июля 1976, Стамбул) — турецкий пловец, участник шести Олимпийских игр. Рост Бююкунджу — 193 см, вес −90 (по состоянию на 2012 год), он выступает за спортивный клуб «Galatasaray Swimming», тренер — Зехра Бююкунджу. Дерья Бююкунджу — один из двух первых пловцов, участвовавших в шести в Олимпийских играх.

## Биография
В возрасте 9 лет Бююкунджу стал представителем Турции на Балканском чемпионате по плаванию 1985 года, проходившем в Болгарии, там Дерья Бююкунджу завоевал бронзовую медаль. В 1987 году он завоевал пять золотых медалей на Балканском чемпионате, проводившемся на этот раз в Измире. На Балканском чемпионате 1989 года, проходившем в Греции, он также выиграл пять золотых медалей. В 1990 году Бююкунджу выиграл три золотых медали на Балканском чемпионате в Румынии.
В 1991 году Бююкунджу выиграл две золотых медали на Чемпионате Европы по плаванию среди юниоров. В том же году он получил от газеты «Milliyet» титул «спортсмен года». В 1992 году Бююкунджу выиграл золотую медаль на чемпионате Европы по плаванию среди юниоров и установил новый мировой рекорд. Он стал первым пловцом Турции, установившем рекорд среди Европейских юниоров.
В 1993 году на Средиземноморских играх Бююкунджу завоевал золотую медаль, проплыв 200 метров на спине за рекордное время.
В 1996 году Бююкунджу завоевал пять золотых медалей на Балканских играх в Румынии, в том же году он нёс флаг Турции на церемонии открытия летних Олимпийских игр в Атланте. В 1997 году он выиграл бронзовую медаль на Средиземноморских играх. В 1998 году Бююкунджу завоевал золотую медаль на Кубке мира по плаванию в Канаде, став таким образом первым пловцом Турции, выигравшим международные соревнования.
В 2010 году Бююкунджу занял четвёртое место на турецкой версии шоу «Танцы со звёздами».